# Nomocharis
Die Einteilung der Lebewesen in Systematiken ist kontinuierlicher Gegenstand der Forschung. So existieren neben- und nacheinander verschiedene systematische Klassifikationen. 
Das hier behandelte Taxon ist durch neue Forschungen obsolet geworden oder ist aus anderen Gründen nicht Teil der in der deutschsprachigen Wikipedia dargestellten Systematik.
 Nomocharis  ist der Name einer ehemaligen Gattung in der Familie der Liliengewächse (Liliaceae). Sie wird auch Prachtlilie genannt und bestand aus sechs bis acht Arten, die in China, Myanmar und Indien und Nepal beheimatet sind.
Die Gattung wurde stets als nah verwandt mit den Lilien betrachtet, ihr taxonomischer Status wurde lange diskutiert. Inzwischen gilt als gesichert, dass die Gattung in die Lilien einzugliedern ist.

## Beschreibung
Nomocharis wachsen aus eiförmigen bis eiförmig-rundlichen Zwiebeln und werden 25 bis 100 (selten bis 150) Zentimeter groß. Die flache, leicht schalenförmige Blüte besteht aus sechs Blütenhüllblättern, deren Farben – je nach Art – von Weiß über Pink, Rot und Purpur bis hin zu einem blassen Violett differieren, die inneren Blütenhüllblätter sind dabei häufig gemustert.

## Verbreitung
Alle Arten der Gattung sind alpin im Südwesten der Volksrepublik China sowie angrenzend in Myanmar und Indien beheimatet. Sie bevorzugen kühle und feuchte Standorte im Schatten in humoser Erde.

## Systematik
Die Gattung wurde 1889 von Adrien René Franchet erstbeschrieben und umfasste traditionell sieben Arten, als taxonomisch kompliziert galt dabei die Klassifikation der Gruppe um Nomocharis aperta und Nomocharis forrestii, weshalb gelegentlich nur sechs oder auch zehn Arten angeführt wurden.
2012 wurde mit Nomocharis gongshanensis eine weitere Art beschrieben, so dass die Gattung acht bis zehn Arten in zwei Sektionen umfasste:
- Sektion Eunomocharis:

- Nomocharis farreri (W.E. Evans) Cox, Heimat: Nordostmyanmar
- Nomocharis basilissa Farrer ex W.E. Evans, Heimat: Myanmar, Jünnan
- Nomocharis meleagrina Franch., Heimat: Jünnan und Südosttibet
- Nomocharis pardanthina Franch., Heimat: Nordwestjünnan und Sichuan

- Sektion Ecristata:

- Nomocharis aperta (Franch.) W.W. Sm. & W.E. Evans, Heimat: Tibet, Jünnan und Nordmyanmar
- Nomocharis forrestii Balf. f., Heimat: Jünnan
- Nomocharis saluenensis Balf. f., Heimat: Nordmyanmar, Sichuan, Jünnan, Südosttibet
- Nomocharis gongshanensis Y.D. Gao & X.J. He, Heimat: Jünnan

Darüber hinaus gab es die Arten (ohne Sektionszugehörigkeit):
- Nomocharis georgei W.E.Evans; ihre Heimat ist das nördliche Myanmar.
- Nomocharis oxypetala (D.Don) E.H.Wilson; ihre Heimat ist Kaschmir bis Nepal

Die genaue taxonomische Position in Hinsicht auf die Lilien (Lilium) war lange unklar. Viele molekulargenetische Untersuchungen machten deutlicher, dass die Gattung in die Lilien zwischen anderen asiatische Arten einzugliedern sei, ihre genaue Position konnte dabei aber nicht bestimmt werden. 2016 wurde die Gattung dann auch taxonomisch in die Lilien eingearbeitet.

## Nachweise
1. 1 2  Stephen G. Haw: The Lilies of China. 1986, S. 138, ISBN 0881920347
2. ↑  Liang Songyun (梁松筠 Liang Song-jun), Minoru N. Tamura: Nomocharis, in: Flora of China, Bd. 24, S. 149, Online
3. 1 2  Yun-Dong Gao, Markus Hohenegger, AJ Harris, Song-Dong Zhou, Xing-Jin He, Juan Wan: A new species in the genus Nomocharis Franchet (Liliaceae): evidence that brings the genus Nomocharis into Lilium, In: Plant Systematics and Evolution, Bd. 298, S. 69–85, 2012
4. ↑   Rafaël Govaerts (Hrsg.): Datenblatt bei World Checklist of Selected Plant Families des Board of Trustees of the Royal Botanic Gardens, Kew. Zuletzt eingesehen am 2. Oktober 2014
5. ↑  Tomotaro Nishikawa, Keiichi Okazaki: New Lily Evolution Insights From a DNA Sequence Approach. In: The Lily Yearbook of the North American Lily Society 2006, 59:2007, pp. 27–32
6. ↑  Yun-Dong Gao, Xin-Fen Gao: Accommodating Nomocharis in Lilium (Liliaceae) in: Phytotaxa 277(2):205–210, September 2016